# Mobi Oparaku
Mobi Patrick Oparaku est un footballeur nigérian né le 1er décembre 1976 à Owerri.

## Carrière
- 1993-1995 : Iwuanyanwo Nationale Owerri ( Nigeria)
- 1995-1996 : RSC Anderlecht ( Belgique)
- 1995-1997 : KV Turnhout ( Belgique)
- 1997-2000 : Cappellen FC ( Belgique)
- 2001 : Connecticut Wolves ( États-Unis)
- 2001-2004 : Rivoli United ( Jamaïque)